# Percy Faith
Percy Faith (Toronto, 1908. április 7. – Encino, Los Angeles, 1976. február 9.) kanadai származású amerikai zenész, zeneszerző és zenekarvezető. Népszerűségét ismert szerzemények dús hangszerelésének és ezek előadásának köszönheti. Gyakran a könnyed zene megteremtőjének nevezik megkülönböztetve az 1950-es, 1960-as évek big bandjeinek hangzásától, mert a klasszikus zene hangszerelési elveit követte.
Grammy-díjat kapott 1961-ben az A Summer Place című film zenéjéért. Több tucat lemeze jelent meg.